# Принстон (Флорида)
Принстон (англ. Princeton) — переписна місцевість (CDP) в США, в окрузі Маямі-Дейд штату Флорида. Населення — 39 308 осіб (2020).

## Географія
Принстон розташований за координатами 25°32′27″ пн. ш. 80°23′54″ зх. д. / 25.54083° пн. ш. 80.39833° зх. д. (25.540913, -80.398207).  За даними Бюро перепису населення США в 2010 році переписна місцевість мала площу 19,23 км², з яких 19,10 км² — суходіл та 0,13 км² — водойми.

## Демографія
Згідно з переписом 2010 року, у переписній місцевості мешкало 22 038 осіб у 6024 домогосподарствах у складі 5195 родин. Густота населення становила 1146 осіб/км².  Було 6817 помешкань (354/км²).
Расовий склад населення:
| - 60,5 % — білих - 30,7 % — чорних або афроамериканців - 1,4 % — азіатів - 0,2 % — корінних американців - 4,3 % — осіб інших рас |

До двох чи більше рас належало 2,9 %. Частка іспаномовних становила 60,9 % від усіх жителів.
За віковим діапазоном населення розподілялося таким чином: 33,0 % — особи молодші 18 років, 61,6 % — особи у віці 18—64 років, 5,4 % — особи у віці 65 років та старші. Медіана віку мешканця становила 29,8 року. На 100 осіб жіночої статі у переписній місцевості припадало 95,6 чоловіків;  на 100 жінок у віці від 18 років та старших — 88,7 чоловіків також старших 18 років.
Середній дохід на одне домашнє господарство  становив 65 930 доларів США (медіана — 49 725), а середній дохід на одну сім'ю — 64 052 долари (медіана — 47 281). Медіана доходів становила 37 410 доларів для чоловіків та 30 549 доларів для жінок. За межею бідності перебувало 24,8 % осіб, у тому числі 33,4 % дітей у віці до 18 років та 13,4 % осіб у віці 65 років та старших.
Цивільне працевлаштоване населення становило 10 971 особа. Основні галузі зайнятості: освіта, охорона здоров'я та соціальна допомога — 24,3 %, роздрібна торгівля — 13,1 %, науковці, спеціалісти, менеджери — 9,0 %, будівництво — 9,0 %.